# Federico Irazábal
Federico Irazábal (n. General Madariaga, Argentina; 18 de febrero de 1974) es crítico e investigador teatral. Es el actual Director Artístico del Festival Internacional de Buenos Aires y ha sido representante del Ministerio de Cultura de la Nación Argentina en el Consejo Directivo del Instituto Nacional del Teatro y Director Ejecutivo del Consejo Provincial de Teatro Independiente de la Provincia de Buenos Aires. En su carrera, ha conjugado la reflexión académica con el trabajo periodístico en los medios de comunicación masivos, no sólo la prensa gráfica sino también radio y televisión, y la gestión pública. Su pensamiento sobre el teatro se encuentra fuertemente atravesado por los problemas de sus condiciones materiales de producción y su relación con lo político.

## Reseña biográfica

### Nacimiento y años de formación

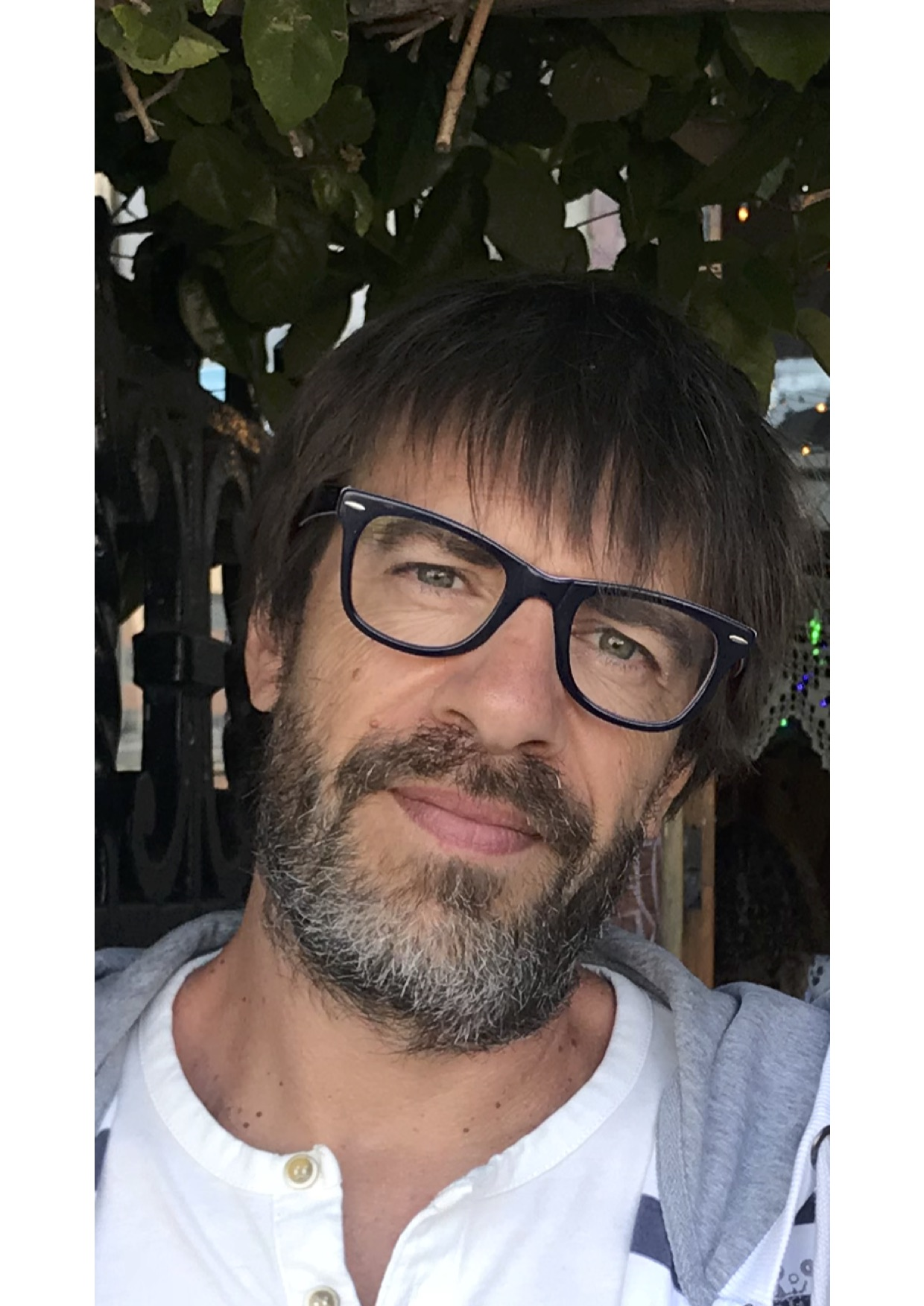

Federico Irazábal nació el 18 de febrero de 1974 en la localidad de Madariaga, provincia de Buenos Aires. Aunque en su adolescencia incursionó vocacionalmente en la práctica teatral como iluminador y director en Gente de Teatro de General Madariaga (GTGM), su interés siempre estuvo puesto en la producción de sentido. "Trabajar como iluminador me gustaba porque era poder echar luz en aquellos lugares que yo consideraba que debía iluminar. Y eso es lo que creo que sigo haciendo. Reemplacé la iluminación como lenguaje plástico visual por la cuestión conceptual abstracta, pero sigue siendo lo mismo."

### Periodismo
Tras graduarse como Licenciado en Artes por la Universidad de Buenos Aires, trabajó en el Suplemento "Cultura" y en la Sección "Espectáculos" del diario El Cronista Comercial. Desde 2011, publica crítica de teatro y periodismo teatral en la sección "Espectáculos" del diario La Nación. Dirige, además, la revista Funámbulos, fundada en 1997 por Ana Durán, junto a quien Irazábal la codirigió entre 2004 y 2013, considerado uno de los medios especializados en teatro independiente más importantes de Argentina.
Se desempeñó como columnista y conductor en diversas radios de la ciudad de Buenos Aires (Radio Ciudad, Radio América, Radio Del Plata, FM La Isla, Concepto AM). Fue coconductor del programa "El Refugio de la Cultura", de Osvaldo Quiroga. En televisión, participó como colaborador en diversos programas de Canal 7, Canal A y Canal 26. Condujo el ciclo Ciudad Cultura por la señal Ciudad Abierta.
Ha sido responsable y colaborador en gran cantidad de publicaciones de libros y revistas especializadas, nacionales y extranjeras, tales como Los inrockuptibles, Humboldt (publicación internacional del Instituto Goethe), Teatro al Sur, Teatro (publicación del Teatro San Martín), Picadero (publicación del Instituto Nacional de Teatro), PROA, Señales en la hoguera y Magazine Literario, entre otras.

### Docencia
Irazábal se ha desempeñado como profesor en la Facultad de Filosofía y Letras de la Universidad de Buenos Aires, en la Universidad de Belgrano y actualmente lo hace en la Pepperdine University de California (USA), en la maestría de Gestión cultural de la Facultad de Económicas de la Universidad de Buenos Aires, en la Universidad Nacional del Litoral (Santa Fe) y en la Escuela Provincial de Teatro y Títeres (Rosario). Dicta seminarios ocasionales en distintas instituciones educativas de Argentina y del exterior.
Ha recibido becas de investigación del Instituto Nacional de Teatro y del Fondo Nacional de las Artes, a las que se suma una beca especial de estudio en Berlín, Alemania, otorgada por del Instituto Goethe. 

### Curaduría
Ha participado como jurado de distintos premios vinculados al teatro: Premios Hugo al Teatro Musical, Teatro del mundo, Torneos Juveniles Bonaerenses, Premio Nacional de Dramaturgia (organizado por el INT dependiente de la Secretaría de Cultura de La Nación) y Trinidad Guevara (organizado por la Secretaría de Cultura del Gobierno de la Ciudad de Buenos Aires). Integró el Comité de Selección de la Convocatoria de Directores Teatrales y Coreógrafos de la Bienal Arte Joven Buenos Aires, edición 2015.

## Obras
- "El giro político. Una introducción al teatro político en el marco de las teorías débiles (debilitadas)". (2004). Buenos Aires: Biblos.
- "Por una crítica deseante. De quién, para quién, qué, cómo" (2006). Buenos Aires: Instituto Nacional del Teatro.
- "Teatro anaurático. Espacio y representación después del fin del arte" (2015) Córdoba: Ediciones Documenta.
- "Nueva dramaturgia cubana" (2015). Compilador. Buenos Aires: Fiba.